# デモンテ
デモンテ（イタリア語: Demonte）は、イタリア共和国ピエモンテ州クーネオ県にある、人口約1,900人の基礎自治体（コムーネ）。

## 地理

### 位置・広がり

#### 隣接コムーネ
隣接するコムーネは以下の通り。
- アイゾーネ
- カステルマーニョ
- マルモラ
- モイオーラ
- モンテロッソ・グラーナ
- プラドレーヴェス
- サンブーコ
- ヴァルディエーリ
- ヴァッロリアーテ
- ヴィナーディオ

#### 地震分類
イタリアの地震リスク階級 (it) では、3s 
に分類される。

## 行政

### 分離集落
デモンテには、以下の分離集落（フラツィオーネ）がある。
- Fedio, Festiona, Perdioni, Trinità